# Gnypetoscincus queenslandiae
Gnypetoscincus queenslandiae (колючий лісовий сцинк) — вид сцинкоподібних ящірок родини сцинкових (Scincidae). Ендемік Австралії. Це єдиний представник монотипового роду Gnypetoscincus.

## Поширення і екологія
Колючі лісові сцинки мешкають на північно-східному узбережжі Квінсленда, від Россвілла до Кіррами. Вони живуть у вологих тропічних лісах, віддають перевагу прохолодним, вологим умовам. Яйцеживородні.